# Jocasta

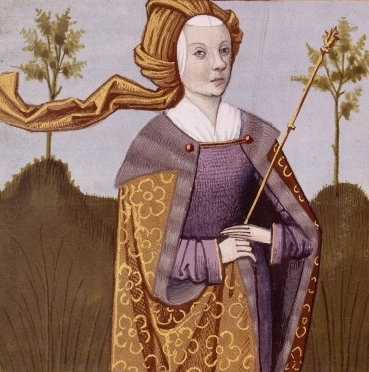
Iocasta. Miniatura per l'obra de Boccaccio De claris mulieribus. Biblioteca Nacional de Francia.

Jocasta o Iocasta (grec antic: Ἰοκάστη; Homer l'anomena Epicasta) és una figura de la mitologia grega. Era la filla de Meneceu (grec antic: Μενοικεύς) i esposa del rei de Tebes, Laios. Era germana de Creont.

## Biografia
Casada en primeres núpcies amb Laios, va ser mare d'Èdip, que, per esquivar un oracle advers, va ser abandonat a la muntanya. Sòfocles explica que l'oracle va vaticinar que el nen nascut de Jocasta "mataria el seu pare". Èsquil i Eurípides expliquen, en canvi, que l'oracle va ser anterior a la concepció del nen i prohibia a Laios que tingués un fill, ja que si el tenia no només el mataria, sinó que causaria un seguit de desgràcies. Però Laios va morir, tanmateix, assassinat pel seu fill Èdip i Creont, que s'havia fet càrrec de Tebes a la mort de Laios, va prometre la ciutat i la mà de Jocasta al qui aconseguís acabar amb l'Esfinx que rondava a prop de la ciutat. Èdip ho aconseguí, i de la seua unió amb Jocasta van néixer Etèocles, Polinices, Antígona i Ismene. Més endavant, quan es descobrí que Èdip era el fill que havien abandonat i l'assassí de Laios, Jocasta, desesperada, es va penjar.
Una altra tradició explica que Jocasta va tenir d'Èdip dos fills, Fràstor i Laònit, que van morir a la guerra contra Orcomen i els descendents de Mínias. Es creu que Èdip es va casar amb Eurigania a la mort de Jocasta.
Una de les causes que s'usen per explicar el destí tràgic de Jocasta és que posseïa el collaret maleït d'Harmoia, que portava la dissort als seus posseïdors.

## En Sòfocles
Dins l'obra Èdip Rei de Sòfocles, Jocasta segueix la primera de les tradicions esmentades anteriorment. Aquest personatge ocupa un paper secundari. Apareix a partir de l'episodi segon, quan Èdip ja ha començat la investigació per saber qui és el culpable de la mort de Laios, just després d'haver estat acusat per Tirèsias, l'endeví. Jocasta és un personatge amb una mentalitat recelosa i poruga. Es mostra temorosa davant les recerques d'Èdip, com si sabés, o potser pogués percebre o endevinar la veritat. Un fet important és que en l'obra nega la validesa dels oracles dels déus. Tot i així, gràcies a ella podrà arribar el missatger de Corint, que serà qui aclarirà els fets i finalment revelaran qui és veritablement Èdip. Així doncs, a l'obra, Jocasta desapareixerà en saber qui és realment Èdip i es penjarà, donant-se la mort.